# Beaulon
Beaulon är en kommun i departementet Allier i regionen Auvergne-Rhône-Alpes i de centrala delarna av Frankrike. Kommunen ligger  i kantonen Chevagnes som ligger i arrondissementet Moulins. År 2022 hade Beaulon 1 640 invånare.

## Befolkningsutveckling
Antalet invånare i kommunen Beaulon
Referens: INSEE